# Soia
Soia (Glycine max) este o plantă de cultură din familia leguminoase, subfamilia Faboideae. Din această familia mai face parte fasolea, trifoiul sau lucerna. Boabele de soia joacă un rol important în industria alimentară, ele conținând 39% proteine, 17% ulei.

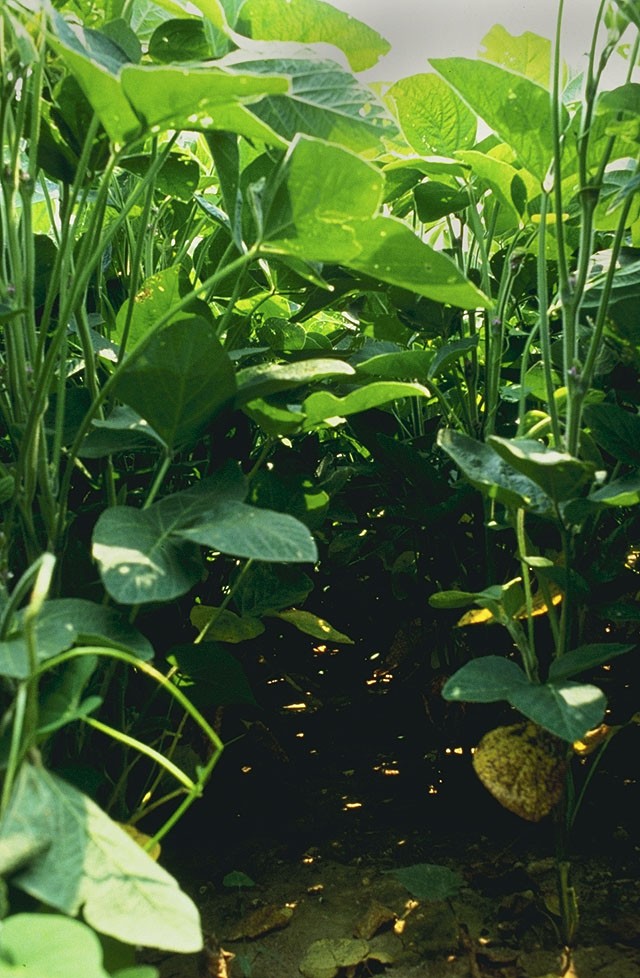
O plantă de soia

## Descriere
Ca majoritatea plantelor, boabele de soia cresc în diferite etape morfologice, pe măsură ce se dezvoltă din semințe în plante complet mature. 

### Germinație
Prima etapă a creșterii este germinația, o metodă care devine mai întâi aparentă pe măsură ce coltele de sămânță apare. Aceasta este prima etapă a creșterii rădăcinilor și are loc în primele 48 de ore în condiții ideale de creștere. Primele structuri fotosintetice, cotiledonii, se dezvoltă din ipocotil, prima structură a plantei care iese din sol. Aceste cotiledoane acționează atât ca frunze, cât și ca sursă de nutrienți pentru planta imatură, oferind hrana pentru răsaduri pentru primele sale 7-10 zile.

### Maturitatea
Primele frunze adevărate se dezvoltă ca o pereche de lame unice. În urma acestei prime perechi, nodurile mature formează frunze compuse cu trei lame. 

### Înflorire
Înflorirea este declanșată de lungimea zilei, de multe ori începând odată cu zilele ce devin mai scurte de 12,8 ore. Această trăsătură este însă foarte variabilă, cu varietăți diferite care reacționează diferit la lungimea zilei în schimbare.